# Turistická značená trasa 1026
 Turistická značená trasa 1026 je modře vyznačená 12 kilometrů dlouhá pěší trasa Klubu českých turistů vedená ze Stodůlek přes Řeporyje, Ořech a Třebotov na Kulivou horu.

## Popis trasy
Trasa začíná u metra ve Stodůlkách u východu v Britské čtvrti a vychází jižním směrem spolu cyklostezkou A12. Vede podél silnice k podchodu, na druhé straně silnice projde kolem skanzenu Řepora a do Řeporyjí dojde kolem bývalé vápenky. Z náměstí se vydá západně k nádraží, přejde Pražský okruh D0 a po silnici dojde do obce Ořech. Jižním směrem projde obcí, pokračuje mezi poli a zabočí na východ do zalesněných kopců přírodního parku Radotínsko–Chuchelský háj. U Kalinova mlýna se potká s červeně značenou trasou a pokračuje jižním směrem do Třebotova. Vystoupá na vrchol Kulivé hory a za ním při sestupu u druhého rozcestníku končí a navazuje na červeně značenou trasu E10 – Svatojakubskou cestu.
| Km   | Místo               | Navazující a křižující trasy | Nadm. výška |
| ---- | ------------------- | ---------------------------- | ----------- |
| 0    | Stodůlky, metro     |                              | 365 m       |
| 0,5  | Řepora              |                              | 339 m       |
| 1,5  | Řeporyje (bus)      | 3063                         | 323 m       |
| 2    | Řeporyje (žst)      |                              |             |
| 4    | Ořech               |                              |             |
| 8    | Kalinův mlýn        | 0019                         | 290 m       |
| 10   | Třebotov (okraj)    |                              |             |
| 10,5 | Kulivá hora         | 3047                         | 372 m       |
| 11   | Kulivá hora (rozc.) | 0001, 3047                   |             |

## Zajímavá místa
- Řepora
- Kostel Stětí svatého Jana Křtitele
- Arboretum Ořech
- Kalinův mlýn
- Tvrz v Třebotově
- Židovský hřbitov (Třebotov)
- Kulivá hora

## Veřejná doprava
Cesta začíná u metra ve Stodůlkách u západního východu. Vede přes zastávku MHD Řeporyjské náměstí a nádraží Praha-Řeporyje a zastávek autobusů MHD Ořešská a Mrákovská a zastávek PID v obcích Ořech a Třebotov.